# Семпрония Атрацина
Вижте пояснителната страница за други личности с името Семпрония.
Семпрония Атрацина (на латински: Sempronia Atratina) e римска благородничка, вероятно е дъщеря на Луций Семпроний Атрацин, консул през 34 пр.н.е. и съпруга на Павел Фабий Максим.

### Цитирана литература
- Syme, Sir Ronald. „Approaching the Roman Revolution: Papers on Republican History“.   Oxford University Press, 2016. ISBN 978-0-19-876706-0. (на английски)